# Kolumbovi rytíři
Kolumbovi rytíři (anglicky Knights of Columbus) je celosvětově největší římskokatolické bratrstvo. Bylo založeno v roce 1882 knězem Michaelem McGivneyem ve Spojených státech amerických a pojmenováno po Kryštofu Kolumbovi.
Dnes má na celém světě dohromady více než 1,7 milionu členů s místními organizacemi také v Kanadě, Mexiku, Karibiku, Guatemalae, Panamě, Dominikánské republice, na Filipínách, v Guamu, Španělsku, Japonsku, na Kubě a v Polsku. Členy mohou být pouze muži starší 18 let, kteří jsou praktikujícími římskými katolíky.
Náplní řádu je mimo jiné dobročinnost: Na tu věnoval v roce 2009 151 miliónů dolarů a 69 miliónů dobrovolnických člověkohodin. V témže roce také odevzdal 413 000 pint krve.